# Léon Bernier
Pour les articles homonymes, voir Bernier.
Léon Bernier, ne le 6 septembre 1936 à Hull et mort le 11 octobre 2011, à Longueuil est un compositeur, arrangeur et chef d'orchestre québécois.
Pianiste de formation, il est connu pour avoir longtemps été très actif à Québec au cours des années 1950 et 1960, notamment pour l'OSQ, puis à Montréal, à Radio-Canada (durant 30 ans) et auprès de Ginette Reno (durant 42 ans,).

## Biographie
Lorsque Léon Bernier atteint l'âge de trois ans, ses parents réalisent qu'il est doté de l'oreille absolue, mais n'ont pas les moyens de lui payer des cours de musique. Deux années plus tard, quand il a atteint ses cinq ans d'âge, devant ce don exceptionnel, la professeur de musique Hélène Landry-Labelle, à l'École de musique de l'Université d'Ottawa puis (à compter de 1944) au Conservatoire de musique de Québec, accepte de lui enseigner le piano gratuitement.

### Formation
Originaire de Hull, en Outaouais, Léon Bernier fait donc ses études musicales à Ottawa puis au Conservatoire de musique de la ville de Québec, où sa famille déménage. À l'âge de dix-huit ans (en 1954), il y obtient un Premier prix de piano puis devient, à dix-neuf ans (en 1955), l'un des plus jeunes gagnants du Prix d'Europe. Grâce à ce prix, il part parachever ses études de piano au conservatoire Sainte-Cécile de Rome auprès du compositeur Renzo Silvestri pendant trois ans.

### Carrière
À son retour à Québec en 1958, à 22 ans, Léon Bernier se taille rapidement une place sur la scène locale. Comme pianiste de cabaret, il fait régulièrement les belles soirées de Chez Émile. Il est arrangeur au service des ensembles locaux. Il fonde Les Diplomates de Québec en 1962; sous sa direction, ce corps de tambours et de clairons de 125 instrumentistes s'illustre dans différentes compétitions. Il met également sur pied un ensemble de jazz à 18 musiciens.
Un jour, Wilfrid Pelletier présente Léon Bernier au pianiste Vladimir Horowitz. En l'entendant, celui-ci lui propose de devenir son professeur. Cependant, les moyens dont dispose alors le jeune homme ne lui permettent pas d'envisager un déménagement à New York, où Horowitz habite. Peu après, Léon Bernier décide de s'orienter vers la musique populaire.
En carrière, s'étant installé à Montréal en 1968, il dirige de nombreuses émissions de variétés à la radio et à la télévision québécoise (Les Beaux Dimanches, Vedette en direct, Boubou, Les coqueluches, Les démons du midi) ainsi que des concerts classiques et populaires à la tête de plusieurs orchestres symphoniques du pays. Il signe également  trois comédies musicales (Un simple mariage double, Le Gros lot et Tournez chevaux de bois, pour le Théâtre de la Marjolaine), de nombreuses musiques de scène (notamment pour Qui a peur de Virginia Woolf?, Le Dernier des Don Juan et Les Après-midis d'Émilie, pour le Théâtre Jean-Duceppe; Edna, Le Vélo devant la porte, Pâques, Le Misanthrope et Coup de sang, pour  des téléthéâtres de Radio-Canada; et pour les téléromans « Poivre et sel » de Gilles Richer, « Race de monde » et « L'Héritage » de Victor-Lévy Beaulieu) ainsi que de nombreux disques avec plusieurs artistes québécois, dont Danièle Oddera, Sylvain Lelièvre, Claude Léveillée.
Encore très actif au cours de ses dernières années, Léon Bernier a réalisé l'arrangement de L'hymne à la beauté du monde, exécuté au Colisée par l'OSQ, en rappel de la Symphonie des mille de Mahler. L'orchestre a d'ailleurs repris cette page lors du concert d'adieu du maestro Yoav Talmi, en mai 2011.
Léon Bernier meurt le 11 octobre 2011, à Longueuil, des suites d'un cancer du pancréas, peu de temps après avoir fêté ses 75 ans.

### Vie privée
Léon Bernier s'est marié à Louisette Vanier le 24 mars 1975. De cette union sont nés deux enfants : Guillaume et Ariane.

## Honneurs
- 1954 : Premier prix de piano au Conservatoire de Québec[1]
- 1955 : Prix d'Europe[1]
- 1968 : Grand Prix du disque pour les arrangements (disque de Ginette Reno)[4]
- 2002 : Prix Félix d'arrangeur de l'année, de l'ADISQ (disque de l'Ensemble Amati)[4]